# Mercedes-Benz SLS AMG GT3

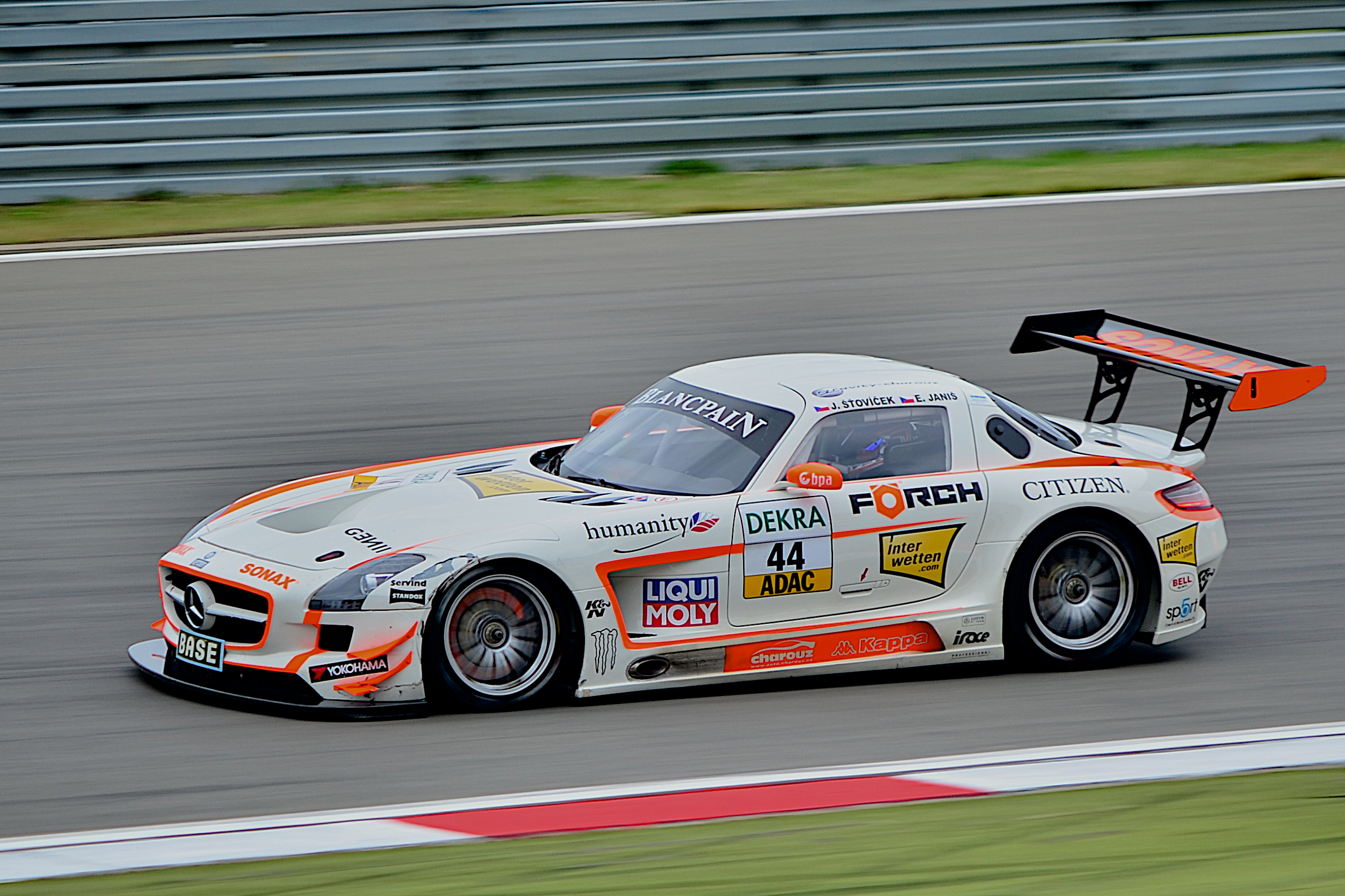
Seitenansicht des Mercedes-Benz SLS AMG GT3

Der Mercedes-Benz SLS AMG GT3 ist ein nach dem FIA GT3-Reglement aufgebauter Rennwagen der Mercedes-AMG auf Basis des Mercedes-Benz SLS AMG.
Das Fahrzeug wird seit 2011 als rennfertiges Kundensportfahrzeug angeboten. Der SLS AMG GT3 wurde für Sprint- und Langstreckenrennen nach dem FIA-Reglement für seriennahe GT3-Fahrzeuge entwickelt. Der SLS AMG GT3 ist entsprechend dem Reglement in Leichtbau-Technik, mit einem Rennfahrwerk, renntauglicher Bremsanlage und Aerodynamik aufgebaut.
Bis zum 15. Mai 2013 wurden 66 Fahrzeuge verkauft.

## Fahrzeugkonzept

### Motorisierung
Die Höchstleistung des 6,3-Liter-V8-Motors mit Trockensumpfschmierung wird von der FIA gemäß der „Balance of Performance“ über Luftmengenbegrenzer (Airrestriktoren) limitiert. Dies soll die Chancengleichheit der teilnehmenden Rennfahrzeuge gewährleisten. Bei der GT3-Variante überträgt ein sequenzielles Sechsgang-Renngetriebe mit Schaltwippen, integriertem Lamellen-Sperrdifferenzial sowie Antriebsschlupfregelung die Kraft. Wie beim serienmäßigen Mercedes-Benz SLS AMG ist das Getriebe an der Hinterachse angeordnet. Diese Transaxle-Bauweise sorgt für ausgewogene Gewichtsverteilung. Ein starres Rohr, in dem wie bei der Straßenversion eine Welle aus kohlenstofffaserverstärktem Kunststoff (KfK) mit Motordrehzahl rotiert, verbindet den hinter der Vorderachse eingebauten Motor und das Getriebe. 

### Rennfahrwerk
Alle Räder sind an Doppelquerlenkern aus geschmiedetem Aluminium geführt. Einstellmöglichkeiten an Federn und den Bilstein-Dämpfern, der Fahrzeughöhe, den Stabilisatoren sowie an Vorspur und Sturz ermöglichen ein individuelles Rennstreckensetup. Die Zahnstangenlenkung mit kleiner Übersetzung und Servounterstützung dient dem agilen Handling. Die 18-Zoll-Leichtmetallräder haben Zentralverschluss und profillose Rennreifen. Der Wagen wird durch eine Rennsportbremsanlage mit innenbelüfteten Bremsscheiben und Renn-Antiblockiersystem gebremst. Die integrierte Luftheberanlage unterstützt schnelle Radwechsel.

### Exterieur
Die Karosserie des Flügeltürers wurde aerodynamisch modifiziert, sichtbar nicht nur an der neuen Frontschürze mit Splitter, der Motorhaube mit zentralem Kühlluftaustritt, sondern auch an den seitlichen Radhausentlüftungen, den Seitenschwellern mit Kühlkanälen für die Hinterachsbremsen, dem glatten Unterboden mit Heckdiffusor und dem verstellbaren Heckflügel. Dadurch wurde der Abtrieb und die Kühlung verbessert. In der C-Säule befinden sich die Tankstutzen für die Schnelltankanlage.

### Sicherheitsausstattung
Der Überrollkäfig aus Stahl nach FIA-GT3-Reglement sorgt für eine zusätzliche Versteifung des Aluminium-Spaceframes. Ähnlich wie in den DTM-Fahrzeugen von Mercedes-Benz befindet sich die individuell angepasste Sitzschale in einer fix montierten hochfesten Sicherheitszelle aus KfK, dazu wird der Fahrer mit einem Sechspunktgurt und HANS-System (Head and Neck Support) geschützt. Um unterschiedlich große Fahrer unterbringen zu können, kann die Position der Pedalbox verstellt werden. Das Fahrzeug ist mit dem vorgeschriebenen KfK-Sicherheitstankbehälter und einer Feuerlöschanlage ausgestattet.

### Cockpit
Das zentrale Display im Blickfeld des Fahrers informiert über alle relevanten Informationen wie Geschwindigkeit, Motordrehzahl, Betriebstemperaturen, Rundenzeiten und die aktuelle Gangwahl. Das Rennlenkrad ist mit Schaltwippen ausgestattet, damit während der Gangwechsel die Hände nicht vom Lenkrad genommen werden müssen. Auf der Mittelkonsole sind die Bedienelemente für die Justierung der Antriebsschlupfregelung, den Rückwärtsgang, die Bremsbalance und die integrierte Feuerlöschanlage.

## Testfahrer
Als Testfahrer wurden der langjährige Mercedes-Benz-Werksfahrer Bernd Schneider sowie Thomas Jäger eingesetzt.

## Erfolge
Nach drei Testeinsätzen im Jahr 2010 und dem 24-Stunden-Rennen von Dubai im Januar 2011 wurde der SLS AMG GT3 ab März 2011 im Rahmen des Kundensportprogramms von Mercedes-AMG an Kundenteams ausgeliefert. Den zwei Laufsiegen von Graff Racing beim Auftakt der französischen GT-Meisterschaft am 9. und 10. April 2011 folgten 20 weitere Gesamtsiege in Europa, Asien und Australien, Heico Motorsport errang in der FIA-GT3-Europameisterschaft den Team-Titel.
2012 starteten 48 SLS AMG GT3 in 28 Rennserien auf vier Kontinenten. Insgesamt konnten die Fahrzeuge 43 Klassensiege und 109 Podiumsplatzierungen erreichen. In der FIA GT3 Europameisterschaft konnte das Team Heico-Gravity Charouz den Fahrer- und den Teamtitel gewinnen, das Team All-Inkl.com Münnich Motorsport errang den Fahrer- und Teamtitel in der nach GT3-Reglement ausgetragenen FIA-GT1-Weltmeisterschaft.
2013 siegte das Team Black Falcon mit den Fahrern Bernd Schneider, Jeroen Bleekemolen, Sean Edwards und Nicki Thiim beim 24-Stunden-Rennen auf dem Nürburgring.

## 45th Anniversary
2012 präsentierte Mercedes-Benz zum 45-jährigen Jubiläum von Mercedes-AMG den SLS AMG GT3 45th ANNIVERSARY auf der Autoschau in Sao Paulo. Hierbei handelt es sich um eine auf maximal fünf Fahrzeuge limitierte Sonderserie des Kundensport-Rennwagens, die in Handarbeit gefertigt und zum Preis von 446.250 Euro angeboten wird. Der Wagen verfügt über zwei Sitzschalen in der Carbon-Sicherheitszelle.
Karosserie, Leichtmetallräder und Stahl-Überrollkäfig sind in Designo Magno Graphit, einem Mattlack, der ausschließlich bei diesen Fahrzeugen zum Einsatz kommt, lackiert. An den Flügeltüren ist ein silbern eingerahmter Schriftzug „45 Years of Driving Performance“ zu finden.
Der 6,3-Liter-V8-Motor des Fahrzeugs wird gemeinsam von Bernd Schneider und einem AMG-Motorenmonteur zusammengebaut, als Beweis dient eine spezielle Motorplakette mit der Signatur von Bernd Schneider und des verantwortlichen Monteurs. Zudem ist ein Fahrzeug-Zertifikat mit der Unterschrift des Rennfahrers im Kaufpreis enthalten.